# Strzelectwo na Letnich Igrzyskach Olimpijskich 1920 – karabin wojskowy leżąc, 600 m
Strzelanie z karabinu wojskowego leżąc z 600 m, było jedną z konkurencji strzeleckich na Letnich Igrzyskach Olimpijskich 1920. Zawody odbyły się w dniach 29-30 lipca. W zawodach uczestniczyło 49 zawodników z ponad 6 państw.
Nazwiska części zawodników nie są znane.

## Wyniki
Każdy zawodnik oddał po 10 strzałów. Maksymalna liczba punktów do zdobycia wynosiła 60.
| Miejsce | Zawodnik                 | Wynik | Dogrywka |
| ------- | ------------------------ | ----- | -------- |
| 1       | Hugo Johansson           | 59    | 58       |
| 2       | Mauritz Eriksson         | 59    | 56 + 6   |
| 3       | Lloyd Spooner            | 59    | 56 + 5   |
| 4       | Joanis Teofilakis        | 59    | 55       |
| 5       | Olaf Sletten             | 58    |          |
| 5       | Erik Blomqvist           | 58    |          |
| 5       | Joseph Jackson           | 58    |          |
| 8       | Povl Gerlow              | 57    |          |
| 8       | Erik Ohlsson             | 57    |          |
| 8       | Joseph Lawless           | 57    |          |
| -       | Karl Magnus Wegelius     | 56    |          |
| -       | Otto Wegener             | 56    |          |
| -       | Willis A. Lee            | 56    |          |
| -       | Lars Jørgen Madsen       | 55    |          |
| -       | Niels Larsen             | 55    |          |
| -       | Christen Møller          | 55    |          |
| -       | Gustaf Adolf Jonsson     | 54    |          |
| -       | Elmer Lindroth           | 54    |          |
| -       | 28 nieznanych zawodników |       |          |